# (38428) 1999 RQ231
1999 RQ231 (asteroide 38428) é um asteroide da cintura principal. Possui uma excentricidade de 0.19755620 e uma inclinação de 9.49480º.
Este asteroide foi descoberto no dia 9 de setembro de 1999 por LONEOS em Anderson Mesa.